# Nestlé
Nestlé S.A. (/ˈnɛsleɪ, -li, -əl/; tiếng Pháp: [nɛsle]; phát âm tiếng Đức: [ˈnɛstlə] ⓘ) là công ty thực phẩm và giải khát lớn nhất thế giới, có trụ sở chính đặt tại Vevey, Thụy Sĩ. Các sản phẩm hiện nay của Nestlé bao gồm từ nước khoáng, thực phẩm dành cho trẻ em, cà phê và các sản phẩm từ sữa. 
Một số người tại Anh phát âm Nestlé's như Nessels, vì cách phát âm này đã từng được sử dụng nhiều trong hoạt động kinh doanh của công ty vào thế kỷ 20, chẳng hạn như sản phẩm Nestlé's Milkbar.

## Lịch sử
Trong thập niên 60 của thế kỷ 19, dược sĩ Henri Nestlé đã phát triển một loại thực phẩm cho những trẻ em không thể được nuôi bằng sữa mẹ. Thành công đầu tiên của ông là nuôi dưỡng được một em bé không thể được nuôi bằng chính sữa mẹ hay bất kì chất thay thế thông thường nào khác. Giá trị của sản phẩm mới nhanh chóng được công nhận khi công thức mới của ông đã cứu sống đứa bé, và ngay sau đó, sản phẩm Farine Lactée Henri Nestlé được bày bán rộng rãi ở châu Âu.
Năm 1905, Nestlé hợp nhất với công ty sản xuất sữa đặc Anglo-Swiss. Đầu những năm 1900, công ty đã mở những nhà máy ở Hoa Kỳ, Liên hiệp Anh, Đức, và Tây Ban Nha. Đại chiến thế giới lần I đã tạo ra nhu cầu mới về các sản phẩm bơ sữa dưới hình thức hợp đồng của chính phủ. Cuối chiến tranh, sản lượng của Nestlé đã tăng hơn 2 lần.
Nhà máy Nestlé đầu tiên bắt đầu sản xuất ở Hoa Kỳ được mở tại Fulton, Oswego County, New York. Tuy nhiên nhà máy đã đóng cửa vào năm 2001, sau khi công ty quyết định rằng chi phí tái thiết và nâng cấp nhà máy không hiệu quả. Công nhân nhà máy đã giận dữ và treo ngược lá cờ công ty vào ngày công bố quyết định đóng cửa.
Sau chiến tranh, các hợp đồng của chính phủ cạn dần và khách hàng chuyển sang dùng sữa tươi. Tuy vậy, đội ngũ quản lý của Nestlé đã có phản ứng nhanh chóng, hợp lý hóa các hoạt động kinh doanh, và giảm nợ. Vào những năm 1920, công ty lần đầu tiên mở rộng đến những sản phẩm mới, với sản phẩm chocolate là hoạt động quan trọng thứ hai tại công ty.
Nestlé đã ngay lập tức nhận thấy tác động của cuộc đại chiến thế giới lần II. Lợi nhuận giảm từ 20 triệu USD vào năm 1938 xuống còn 6 triệu USD vào năm 1939. Các nhà máy đã được thiết lập tại các nước đang phát triển, đặc biệt là ở Mỹ Latin. Điều trớ trêu là chiến tranh đã giúp giới thiệu sản phẩm mới nhất của công ty là Nescafé, thức uống chủ yếu của quân đội Hoa Kỳ. Sản lượng và doanh số đã tăng lên vào thời chiến.
Thời điểm cuối cuộc đại chiến thế giới lần II là một giai đoạn năng động của Nestlé với sự tăng trưởng nhanh chóng và mua lại nhiều công ty. Năm 1947, công ty sáp nhập với hãng sản xuất xúp và gia vị Maggi. Năm 1950 là Crosse & Blackwell, và Findus vào năm 1963, Libby's vào năm 1971, và Stouffer's vào năm 1973. Đa dạng hóa sản phẩm bắt đầu khi công ty nắm cổ phần tại L'Oréal vào năm 1974. Năm 1977, Nestlé thực hiện dự án kinh doanh mạo hiểm thứ hai với sản phẩm ngoài ngành thực phẩm bằng cách mua lại công ty Alcon Laboratories Inc.
Năm 1984, Nestlé tiến hành cải tiến mấu chốt, cho phép công ty khởi động những hoạt động mua lại, đang chú ý là công ty đã mua lại "người khổng lồ trong ngành thực phẩm Hoa Kỳ" Carnation và công ty bánh kẹo Rowntree của Anh vào năm 1988.
Vào nửa đầu những năm 1990, công ty bắt đầu một giai đoạn kinh doanh thuận lợi nhờ các rào cản thương mại được dỡ bỏ và các thị trường thế giới phát triển thành các khu vực mậu dịch hội nhập. Từ 1996, công ty tiến hành mua lại những công ty như San Pellegrino (1997), Spillers Petfoods (1998) và Ralston Purina (2002). Có 2 cuộc mua lại lớn tại Bắc Mỹ vào năm 2002: tháng 6, Nestlé sáp nhập công ty kem của họ tại Hoa Kỳ vào hãng Dreyer's, và vào tháng 8, công ty mua lại hãng Chef America, Inc. với giá 2,6 tỉ USD.
Tháng 12, năm 2005, Nestlé mua công ty Delta Ice Cream của Hi Lạp với giá 240 triệu euro. Tháng 1, năm 2006, công ty hoàn toàn làm chủ hãng Dreyer's, và nhờ đó trở thành công ty sản xuất kem lớn nhất thế giới với 17,5% thị phần.
Tháng 3, năm 2010 Nestle đã mua lại Tập đoàn Technocom của các doanh nhân Việt Nam tại Kharkop, Ukraine
Công ty TNHH Nestlé Việt Nam: Số 7, Đường 17A, Khu Công Nghiệp Biên Hòa 2, Phường An Bình, Thành Phố Biên Hòa, Tỉnh Đồng Nai, Việt Nam.

## Hoạt động kinh doanh

### Quản lý
Hội đồng quản trị công ty bao gồm:
- Peter Brabeck-Letmathe: Chủ tịch công ty kiêm CEO
- Carlo Donati: EVP, chủ tịch hội đồng quản trị, và là CEO của Nestlé Waters
- Frits van Dijk: EVP chi nhánh khu vực châu Á-Thái Bình Dương, châu Phi và Trung Đông
- Lars Olofsson: EVP bộ phận tiếp thị và chiến lược kinh doanh
- Francisco Castañer: EVP của sản phẩm mỹ phẩm và dược phẩm, của Liaison với L'Oréal, và của bộ phận nhân sự
- Paul Bulcke: EVP chi nhánh khu vực châu Mỹ
- Paul Polman: EVP về tài chính, điều khiển, pháp lý, thuế, mua sắm, xuất khẩu
- Chris Johnson: Quyền EVP của hệ thống thông tin, hậu cần & GLOBE
- Luis Cantarell: EVP chi nhánh khu vực châu Âu
- Richard T. Laube: Quyền EVP của các đơn vị chiến lược kinh doanh sản phẩm dinh dưỡng
- Werner J. Bauer: EVP bộ phận nghiên cứu và phát triển, kỹ thuật, sản xuất và môi trường.

Ban giám đốc hiện hành gồm: Günter Blobel, Peter Böckli, Daniel Borel, Peter Brabeck-Letmathe, Edward George, Rolf Hänggi, Nobuyuki Idei, Andreas Koopmann, Andre Kudelski, Jean Pierre Meyers, Carolina Müller-Möhl, Kaspar Villiger.
Thư ký ban giám đốc là Bernard Daniel.

### Thu nhập
Năm 2003, tổng doanh thu là gần 88 tỉ CHF, và lợi nhuận ròng đạt khoảng 6,2 tỉ CHF. Đầu tư cho nghiên cứu và phát triển là 1,2 tỉ CHF.
- Cơ cấu doanh thu theo sản phẩm: 27% từ thức uống, 26% từ sữa & thực phẩm, 18% từ thức ăn sẵn, 12% từ chocolate, 11% từ sản phẩm cho vật nuôi, 6% từ dược phẩm.
- Cơ cấu doanh thu theo thị trường: 32% từ châu Âu, 31% từ châu Mỹ (riêng Hoa Kỳ chiếm 26%), 16% từ châu Á, 21% từ các khu vực còn lại.

### Hoạt động liên doanh mạo hiểm
Nestlé nắm 26.4% cổ phần của hãng L'Oréal, công ty mỹ phẩm hàng đầu thế giới. Laboratoires Inneov là dự án liên doanh mạo hiểm về mỹ phẩm dinh dưỡng giữa Nestlé và L'Oréal. Galderma là dự án liên doanh mạo hiểm khác trong lĩnh vực da liễu giữa Nestlé và L'Oréal. Những dự án khác bao gồm Cereal Partners Worldwide (với General Mills), Beverage Partners Worldwide (với Coca-Cola), và Dairy Partners Americas (với Fonterra).

## Những nhãn hiệu chính
Nestlé có dãy sản phẩm rộng rãi trên một số thị trường bao gồm các sản phẩm cà phê, nước tinh khiết, các loại nước giải khát, kem lạnh, thực phẩm cho trẻ em, sản phẩm dinh dưỡng tăng cường và bồi bổ sức khỏe, gia vị, thực phẩm đông lạnh, bánh kẹo và thức ăn cho vật nuôi.

## Tại Việt Nam
Tại Việt Nam, Nestlé đã mở văn phòng kinh doanh đầu tiên ở Sài Gòn vào năm 1912. Ngày nay Nestlé đang vận hành 04 nhà máy trong đó có 03 nhà máy đặt tại Đồng Nai và 01 nhà máy ở Hưng Yên cùng văn phòng đại diện tại Thành phố Hồ Chí Minh và Hà Nội. Ngoài ra, Nestlé còn sở hữu Công ty La Vie Việt Nam chuyên sản xuất nước suối đóng chai dưới hình thức liên doanh. Công ty hiện có trụ sở chính đặt tại Lầu 5, Tòa nhà Empress Tower, Quận 1, Thành phố Hồ Chí Minh.